# Silometopus
Silometopus es un género de arañas araneomorfas de la familia Linyphiidae. Se encuentra en la zona paleártica.

## Lista de especies
Según The World Spider Catalog 12.0:
- Silometopus acutus Holm, 1977
- Silometopus ambiguus (O. Pickard-Cambridge, 1905)
- Silometopus bonessi Casemir, 1970
- Silometopus braunianus Thaler, 1978
- Silometopus crassipedis Tanasevitch & Piterkina, 2007
- Silometopus curtus (Simon, 1881)
- Silometopus elegans (O. Pickard-Cambridge, 1872)
- Silometopus incurvatus (O. Pickard-Cambridge, 1873)
- Silometopus nitidithorax (Simon, 1914)
- Silometopus reussi (Thorell, 1871)
- Silometopus rosemariae Wunderlich, 1969
- Silometopus sachalinensis (Eskov & Marusik, 1994)
- Silometopus tenuispinus Denis, 1949
- Silometopus uralensis Tanasevitch, 1985